# Castel di Sangro Cep 1953
Castel di Sangro Cep 1953 (wł. Associazione Calcistica Dilettantistica Castel di Sangro Cep 1953) – włoski klub piłkarski, mający siedzibę w mieście Castel di Sangro, w środkowej części kraju, grający od sezonu 2020/21 w rozgrywkach Eccellenza Molise.

## Historia
Chronologia nazw:
- 1953: Polisportiva C.E.P. (Centro di Educazione Popolare) Castel di Sangro
- 1986: Castel di Sangro Calcio
- 2005: klub rozwiązano
- 2005: Associazione Sportiva Dilettantistica Pro Castel di Sangro
- 2008: Associazione Sportiva Dilettantistica Castel di Sangro
- 2012: klub rozwiązano
- 2012: Associazione Calcistica Dilettantistica Castel di Sangro Cep 1953

Klub sportowy PS CEP został założony w miejscowości Castel di Sangro w 1953 roku. CEP – ro skrót od Centro di Educazione Popolare (Centrum Edukacji Powszechnej). Ale już od lat 20. XX wieku w mieście istniała drużyna amatorska, która występowała w lokalnych turniejach towarzyskich. Wkrótce klub dołączył do FIGC i w sezonie 1954/55 debiutował w Terza Categoria Abruzzo (D8). W 1964 awansował do Seconda Categoria Abruzzo, a w 1965 do Prima Categoria Abruzzo. W 1971 zespół został zdegradowany do Seconda Categoria Abruzzo. Przed rozpoczęciem sezonu 1978/79 Serie C została podzielona na dwie dywizje: Serie C1 i Serie C2, wskutek czego poziom Seconda Categoria został zdegradowany do ósmego stopnia. W 1983 klub otrzymał promocję do Prima Categoria Abruzzo, w 1985 do Promozione Abruzzo, a w 1986 do Campionato Interregionale. W 1986 klub przyjął nazwę Castel di Sangro Calcio, a w 1989 awansował do Serie C2. W 1995 został promowany do Serie C1, a w 1996 do Serie B. W sezonie 1996/97 zajął 15.miejsce, a w następnym 1997/98 20.miejsce w Serie B i spadł z powrotem do Serie C1. W 2002 został zdegradowany do Serie C2. W sezonie 2004/05 zajął 18.miejsce w grupie C Serie C2 i spadł do Serie D, ale potem klub z powodu problemów finansowych ogłosił upadłość.
W 2005 roku klub został reaktywowany jako ASD Pro Castel di Sangro i rozpoczął występy w Promozione Abruzzo (D7). W 2007 roku zespół awansował do Eccellenza Abruzzo. W 2008 klub zmienił nazwę na ASD Castel di Sangro. Po zakończeniu sezonu 2011/12 klub został zdegradowany do Promozione Abruzzo, ale z powodu problemów finansowych nie został dopuszczony do następnych mistrzostw.
Latem 2012 powstał nowy klub o nazwie ACD Castel di Sangro Cep 1953, który startował w sezonie 2012/13 w Seconda Categoria Molise. Przed rozpoczęciem sezonu 2014/15 wprowadzono reformę systemy lig, wskutek czego Seconda Categoria awansowała na ósmy poziom. W 2017 zespół awansował do Prima Categoria Molise, a w 2018 do Promozione Molise. W sezonie 2019/20 zajął drugie miejsce w Promozione Molise i zdobył awans do Eccellenza Molise.

## Barwy klubowe, strój
|  |  |

Klub ma barwy czerwono-żółte. Zawodnicy domowe spotkania zazwyczaj grają w czerwonych koszulkach, czerwonych spodenkach oraz czerwonych getrach.

## Sukcesy

### Trofea międzynarodowe
Nie uczestniczył w rozgrywkach europejskich (stan na 31-05-2020).

### Trofea krajowe
| \| \| Zdobyte trofea w rozgrywkach Włoch (stan na: 31-08-2020) \| |                                                          |      |          |
| Rozgrywki                                                         | Osiągnięcie                                              | Razy | Sezon(y) |
| · Mistrzostwo                                                     | I miejsce                                                | 0    |          |
| · Mistrzostwo                                                     | II miejsce                                               | 0    |          |
| · Mistrzostwo                                                     | III miejsce                                              | 0    |          |
| · Puchar                                                          | zdobywca                                                 | 0    |          |
| · Puchar                                                          | finalista                                                | 0    |          |
| · Puchar                                                          | 1/8 finału                                               | 1    | 1998/99  |
| II liga                                                           | I miejsce                                                | 0    |          |
| II liga                                                           | II miejsce                                               | 0    |          |
| II liga                                                           | III miejsce                                              | 0    |          |
| II liga                                                           | 15.miejsce                                               | 1    | 1996/97  |
| Włochy                                                            | Zdobyte trofea w rozgrywkach Włoch (stan na: 31-08-2020) |      |          |

- Serie C1 (D3):
  - wicemistrz (1x): 1995/96 (B)

## Piłkarze, trenerzy, prezydenci i właściciele klubu

### Prezydenci
...
- 1984–1992:  Pietro Rezza

...
- od 2012:  Lorenzo Caruso

## Struktura klubu

### Stadion
Klub piłkarski rozgrywa swoje mecze domowe na Stadio Teofilo Patini w mieście Castel di Sangro o pojemności 7 220 widzów. Podczas renowacji stadionu grał na Complesso Polisportivo Erba Sintetica.

### Derby
- Avezzano Calcio
- Delfino Pescara 1936
- Isernia FC